# Université de Bath
Pour les articles homonymes, voir Bath (homonymie).
L'université de Bath (en anglais : University of Bath) est une université anglaise située à Bath. Elle a reçu sa charte royale en 1966, ce qui en fait ainsi une des plus récentes universités du pays. 

## Histoire

Blason de l'université de Bath.

Bien qu'elle n'ait un statut officiel que depuis 40 ans, les origines de l'université de Bath datent de l'établissement, en 1856 de la Bristol Trade School. En 1885, cet établissement intégra la Society of Merchant Venturers et fut renommée en Merchant Venturers' Technical College. Durant la même période, dans une ville voisine de Bath, une école de pharmacie, la Bath School of Pharmacy fut fondée en 1907 et intégra le Technical College en 1929[réf. nécessaire].

## Scientométrie
L'université fut récemment nommée University of the year (littéralement: université de l'année) en 2011-2012 par le Sunday Times et se place actuellement[Quand ?] cinquième au niveau national pour la satisfaction des élèves, ainsi que deuxième en Angleterre pour l'embauche des qualifiés.
L'université est classée par le 2012 Complete University Guide dixième meilleure d'Angleterre[réf. nécessaire].
Selon une enquête de la NSS de 2013, l'Université de Bath a été classée 1re pour la satisfaction des étudiants sur plus de 150 établissements d'enseignement supérieurs du Royaume-Uni.  Dans The Times et The Sunday Times Good University Guide 2014, l'Université a reçu le titre de "Meilleur Campus de Grande-Bretagne".

## Personnalités liées
- Sport :
  - Amy Williams (skeleton)
  - Steve Borthwick
  - Matthew Stevens (rugby à XV)
  - Dennis Bergkamp
  - Kate Shortman, natation synchronisée

- Musique :
  - Matthew Raymond-Barker

- Sociologie :
  - Guy Standing
- Biotechnologies:
  - Florence Wambugu